# Neuenkirchen (powiat Osnabrück)
Neuenkirchen – miejscowość i gmina w Niemczech, w kraju związkowym Dolna Saksonia, w powiecie Osnabrück, siedziba gminy zbiorowej Neuenkirchen.

## Dzielnice
- Ägypten
- Limbergen
- Lintern
- Neuenkirchen
- Rothertshausen
- Steinfeld
- Vinte